# Maria Gomori
Maria Gomori, née à Budapest le 25 mai 1920 et morte à Winnipeg le 10 décembre 2021, est une psychothérapeute familiale canadienne d'origine hongroise, pionnière dans le domaine de la thérapie familiale systémique.
Elle a contribué aux domaines de la formation en psychiatrie et en travail social et a conçu de nombreux programmes de formation. Elle était partisane de la méthode Satir pour la thérapie familiale. En 2004, elle a été nommée Woman of Distinction dans le domaine de la santé et du mieux-être par la ville de Winnipeg . La même année, le Centre de recherche de l'Hôpital Saint-Boniface de Winnipeg a créé une chaire de conférencière en son nom pour honorer ses nombreuses contributions au système de santé et aux personnes qui l'utilisent. 

## Biographie
Maria Gomori a commencé ses études en économie en Hongrie, puis les a poursuivies à la Sorbonne à Paris. En 1939, lorsque éclate la seconde guerre mondiale, elle interrompt ses études parisiennes et rejoint sa famille en Hongrie. Elle rencontre Paul Gomori qu'elle épouse au printemps 1942. Après la guerre, elle gravit les échelons au sein du département d'économie du gouvernement hongrois et travaille dans la planification gouvernementale de haut niveau. En 1956, elle fuit l'insurrection de Budapest avec son mari et leur fils. La famille de réfugie à Winnipeg au Canada.
Gomori poursuit ses études à Winnipeg et obtient sa maîtrise en travail social à l'Université du Manitoba. Elle crée ensuite le service de travail social de l'Hôpital général Saint-Boniface à Winnipeg en tant que première directrice, de 1966 à 1991.
En 1969, elle rencontre Virginia Satir, une pionnière de la thérapie familiale, qui devient son enseignante, son mentor, et plus tard sa collègue et amie. Elle étudie avec Satir, dont la théorie et la pratique pour aider les familles en souffrance stimulent son travail et influencent son approche des personnes en souffrance et sa carrière professionnelle. Déterminée à apprendre comment fonctionne la méthode de Satir, elle commence à assister à des ateliers et des séminaires dans de nombreuses régions du monde où Satir enseigne. Elle collabore aussi avec Bennet Wong et Jock McKeen au Haven Institute en Colombie-Britannique, dont les approches psychothérapeutiques l'influencent également.
Après la mort de Satir, Maria Gomori poursuit le travail de Virginia et se fait connaître internationalement. Au cours des trente dernières années, elle consacre son temps à partager ses apprentissages. Elle dirige des ateliers de psychothérapie à travers le Canada, les États-Unis, l'Europe, l'Amérique du Sud et l'Asie, enseignant, démontrant et appliquant son interprétation du modèle Satir. Elle joue un rôle déterminant dans le développement des instituts Satir en Australie et en Asie. Élargissant l'enseignement, elle a formé un groupe d'enseignants en Chine, à Hong Kong, dans la région de Taiwan et au Canada.
Elle est décédée à Winnipeg le 10 décembre 2021, à l'âge de 101 ans.

## Publications
- Gomori, Maria and Adaskin, Eleanor. "Desperately Seeking French Fries: A Case Example of Satir's Family Sculpting", Issaquah, WA: Anchor Point, March 1993, p. 11–16.
- Gomori, Maria, Baldwin, M., Gerber, J. and Schwab, J. (1990). The Satir Approach to Communication, Palo Alto, CA: Science and Behavior Books.  ISBN
- Satir, Virginia; Banmen, John; Gerber, Jane; & Gomori, Maria. (1991). The Satir Model, Palo Alto, CA: Science and Behavior Books.   (ISBN 0-8314-0078-1)
- Gomori, Maria. "Integrating Satir and PD Concepts", Gabriola Island, BC: Shen, Issue #22, Fall 1998.
- Gomori, Maria and Adaskin, Eleanor. (2000). "Finding Freedom, a chapter in Virginia Satir: Her Life and Circle of Influence, Palo Alto, CA: Science and Behavior Books.   (ISBN 0-8314-0087-0)
- Gomori, Maria. (2001). Meeting the Self: A Family Reconstruction (5 Videos), Taipei, Taiwan: Shiuh Li Liuh Foundation.
- Gomori, Maria. (2002). Passion For Freedom, Palo Alto, CA: Science and Behavior Books.   (ISBN 0-8314-0090-0)
- Gomori, Maria. (2004). Passion For Freedom (Chinese Translation), Taipei, Taiwan: Living Psychology Publishers.  (ISBN 957-693-581-4)
- Gomori, Maria, with Adaskin, E. (2008). Personal Alchemy: The Art of Satir Family Reconstruction, Hong Kong: Satir Center for Human Development.  (ISBN 978-988-17-8691-3)